# Університет Пердью
Університе́т Пердью́ (англ. Purdue University) — університет в США, місто Вест-Лафайетт, Індіана, головний з шести кампусів Системи університетів Пердью.
Заснований 6 травня 1869, коли Генеральна Асамблея штату Індіана прийняла в дар землю і гроші від Лафайеттського бізнесмена Джона Пердью на створення коледжу науки, технології та сільського господарства, названого на його честь. Перші заняття були проведені 16 вересня 1874, в той час коледж складався з трьох будівель, в яких викладали 6 педагогів і вчилися 39 студентів.
Сьогодні університет другий за кількістю студентів в штаті Індіана, і другий за кількістю іноземних студентів в країні, що є результатом агресивної політики рекрутингу студентів з-за кордону, переважно з країн Латинської Америки та Азії.
В університеті навчаються студенти з 49 штатів США і 122 країн світу.
Університет вніс великий внесок в історію авіації США, а програми в галузі авіаційної промисловості залишаються одними з найкращих і найбільш конкурентоспроможних у світі. Університет Пердью ввів кредити для оцінки льотної підготовки, впровадив чотирирічну програму підготовки бакалавра в галузі авіації, і обзавівся власним аеропортом (Purdue University Airport). У середині XX століття, авіаційні програми університету охоплюють передові космічні технології. 22 випускники стали астронавтами, у їх числі Вірджіл Гріссом (один з семи членів першого загону астронавтів США), Ніл Армстронг (перша людина, що ступила на Місяць) і Юджин Сернан (остання людина, що ходив по Місяці).
Також Пердью має п'ять регіональних кампусів:
- Університет Пердью в Індіанаполісі (IUPUI)
- Університет Пердью в Форт Уейні (IPFW)
- Університет Пердью в Колумбусі (IUPUC)
- Університет Пердью Північний Центральний в Уествіллі
- Університет Пердью-Калумет у Хаммонді

На додаток до академічних програмах, пропонованих у кампусах Пердью, технологічний коледж пропонує навчальні програми у ряді інших місць в штаті Індіана, таких як: Андерсон, Грінсберг, Кокомо, Лафайетт, Мансі, Нью-Олбані, Річмонд, Саут-Бенд, Елкхарт.

## Викладачі
- Єременко Олександр Еммануїлович — український математик. Доктор фізико-математичних наук (1987).

## Випускники
- Ян Мердок — засновник проекту Debian.
- 23 астронавти, в тому числі: Ніл Армстронг, Вірджил Гріссом, Юджин Сернан.
- Нобелівські лауреати: Едвард Перселл, Бен Моттельсон, Акіра Судзукі.